# Herbert Krause (General)
Herbert Otto Ferdinand Krause (* 7. Januar 1913 in Lyck (Ostpreußen); † 11. Februar 1992 in Planegg) war ein deutscher Brigadegeneral der Luftwaffe der Bundeswehr und Major im Generalstab der Luftwaffe der Wehrmacht. Ab 1948 war er Angehöriger der Organisation Gehlen und von 1956 bis 1971 des Bundesnachrichtendienstes, zuletzt als Abteilungsleiter.

## Leben
Krause, Sohn eines Oberst, trat am 1. April 1931 als Offizieranwärter beim Artillerie-Regiment 6 in Hannover in die Reichswehr ein. Im Oktober 1931 wurde er Gefreiter und im April 1932 Geschützführer in der 6. Batterie des Artillerie-Regiments 6. Von Oktober 1932 bis Juni 1933 war er an der Infanterieschule der Reichswehr in Dresden und von Juli 1933 bis Januar 1934 an der Artillerieschule in Jüterbog. Im Februar 1934 begann er die Flugzeugführer-Ausbildung an der Deutschen Verkehrsfliegerschule in Cottbus, die er im Januar 1935 an der Kampffliegerschule Tutow und im April 1935 an der Jagdfliegerschule Schleißheim fortsetzte. Nach Übertritt zur Luftwaffe und Beförderung zum Leutnant am 1. März 1934 war er von Juli 1935 bis Februar 1936 Staffel-Offizier, Technischer Offizier und Kraftfahrzeug-Offizier der Aufklärungsstaffel 1 in Kassel. Von Februar bis März 1936 war er an der Blindflugschule 1 auf dem Flugplatz Brandis-Waldpolenz und wurde zum 1. März 1936 zum Oberleutnant ernannt. Ab April 1936 war er Aufsichtsoffizier, Gruppenlehrer und Stellvertretender Inspektionschef an der Luftkriegsschule in Wildpark-Werder. Im Februar 1938 wurde er Adjutant im Reichsluftfahrtministerium in der Inspektion 10 – Kommando der Luftkriegsschulen.
Unmittelbar vor Beginn des Zweiten Weltkrieges wurde Krause am 1. August 1939 zum Hauptmann befördert und am 17. August 1939 Staffelkapitän im Kampfgeschwader zur besonderen Verwendung 2. Schwer verwundet, wobei er unter anderem bleibende Verbrennungen im Gesicht erlitt, verbrachte er die Zeit von Mai 1940 bis Juni 1941 im Lazarett. Ab Juni 1941 war er Dritter Generalstabsoffizier (Ic)/Ordonnanzoffizier, Ic 1/Verbindungsoffizier bei der Heeresgruppe Nord und Verbindungsoffizier der Luftflotte 1 zum XXXXII. Armeekorps in Russland und ab Juli 1942 Erster Generalstabsoffizier (Ia)/Op und erster Verbindungsoffizier des Luftwaffenführungsstabes zum Reichsministerium für Bewaffnung und Munition, wo er am 1. Oktober 1942 zum Major ernannt wurde. In seiner letzten Kriegsverwendung war er ab September 1944 Ia der 1. Flieger-Division.
Von Juni 1945 bis September 1947 war Krause in Kriegsgefangenschaft. Anschließend war er Beifahrer bei der Firma Blaupunkt in Hildesheim und ab Februar 1948 Einkäufer bei der Firma Papierwarengesellschaft Tamms in Magdeburg.
Im August 1948 begann Krause eine Tätigkeit für die Organisation Gehlen, wo er im Bereich Befragungswesen und als Stabsleiter der Beschaffungsabteilung eingesetzt war. In den Jahren 1950 bis 1952 studierte er nebenbei fünf Semester Rechtswissenschaft ohne Abschluss. Am 1. April 1956 wurde Krause in den Bundesnachrichtendienst übernommen. Am 16. November 1956 wurde er als Major in ein Wehrdienstverhältnis berufen, diente jedoch weiterhin im Bundesnachrichtendienst. Ebenfalls 1956 übernahm er die Leitung der Dienststelle 11 von Hans-Heinrich Worgitzky. Am 21. März 1957 erfolgte die Beförderung zum Oberstleutnant und am 21. August 1959 zum Oberst. Ab 1961 diente er in einer Außenstelle (Generalvertretung) des Bundesnachrichtendienstes in Bremen. Im Juni 1963 wurde er Unterabteilungsleiter, am 18. Juni 1964 zum Brigadegeneral ernannt und im April 1965 Abteilungsleiter im Bundesnachrichtendienst. In der Organisation Gehlen und im Bundesnachrichtendienst trug er die Decknamen Kramer und Reichlin. Mit Ablauf des September 1971 wurde er in den Ruhestand versetzt.
Krause war ab 1956 mit Ehrengard Freiin von und zu Gilsa verheiratet. Sie war die Tochter des Gutsherrn und Offiziers Werner von und zu Gilsa und der Sidonie von Kerssenbrock. Die Hochzeit fand in Wierborn bei Barntrup statt.

## Auszeichnungen
- Verwundetenabzeichen in Silber (1940)
- Eisernes Kreuz I. Klasse (1940)
- Frontflugspange für Transportflieger in Bronze (1942)
- Großes Verdienstkreuz des Verdienstordens der Bundesrepublik Deutschland (1971)